# Gregoria Urbina y Miranda
Gregoria Urbina y Miranda (San Francisco, 1857-Espanya, data desconeguda) va ser una escriptora espanyola la vida personal de la qual és molt desconeguda. Se sap que el seu pare era espanyol, que va néixer en San Francisco i que va passar part de la seva infància a Califòrnia; va arribar a Espanya amb set anys, i va ser internada, com a alumna, en el monestir de la Nuestra Señora de la Piedad (Casalarreina), cenobi de monges Dominiques Contemplatives, situat en Casalarreina, Província de Logronyo.
Durant els seus anys de formació posà en evidència la seva vocació per l'escriptura i la docència, per la qual cosa va cursar estudis de magisteri i es va titular com a professora. La seva àmplia formació humanística (s'interessà per la teologia, la literatura i la història natural) li permeteren més tard col·laborar en diverses publicacions de caràcter periòdic en les quals va escriure sobre una gran diversitat de temes. Així destaquen la seva participació en El Amigo del Hogar, El Eco de Madrid, “Los Lunes” de El Constitucional, o En Flores y Perlas, de Madrid també. En 1888 publica “Lo què diran” i “Un paseo por Madrid”.

## Obra
La producció literària de Gregoria Urbina, a més d'aquestes publicacions periòdiques, consisteix en:
- Una madre cristiana (1878), es tracta d'una obra dedicada a la Princesa d'Astúries, que compta amb un article Vicente de Manterola Pérez, sacerdot, escriptor i polític; i una introducció signada per Alejandro Pidal y Mon;[1][2]
- Apuntes históricos sobre el pueblo hebreo (1879), obra que dedica al monarca Alfons XII;[1][2]
- La mujer en sociedad (1880), llibre prologat per Maximino Carrillo y Albornoz.[1][2]
- Cartas del solitario de la selva a una niña, la peça didàctica de la qual no consta cap exemplar;[1][2]
- Historia de Gabriela, novel·la de la qual tampoc es té cap exemplar i[1][2]
- Novena a Santa Elena, madre del gran emperador, que es va publicar a l'Havana, i de la qual no es coneix actualment exemplar algun.[1][2]

És considerada com una periodista de certa rellevància en la seva època, ja que la hi va incloure en l'obra “Las mujeres pintadas por los españoles y Las mujeres españolas, portuguesas y americanas”, publicada entre 1870 i 1885. Aquesta obra té una gran importància històrica, ja que tractava de mostrar un retrat de la dona d'aquesta època que fos el més fidel i veraç, malgrat que es pot veure una gran diferència quan el tema és tractat per un home o per una dona.